# Vesnický kostel (Oberottendorf)
Vesnický kostel v Oberottendorfu (německy Dorfkirche Oberottendorf či Kirche Oberottendorf), místní části města Neustadt in Sachsen, je sakrální stavba náležející evangelicko-luterské církevní obci Lauterbach-Oberottendorf. Raně barokní vesnický kostel byl do dochované podoby přestavěn roku 1620.

## Historie
Vsi Oberottendorf a Niederottendorf byly založeny patrně v průběhu 12. nebo 13. století, první písemná zmínka však pochází až z roku 1262. Pravděpodobně již v době založení stál na výšině u hlavní cesty uprostřed hřbitova kostel obklopený lipami a zasvěcený svaté Barboře. Samotný kostel je poprvé zmíněn v listině z roku 1427, která je uložena v budyšínském dómském archivu. Na začátku roku 1559 byla ve vsi zavedena reformace a v té době neobsazený, původně římskokatolický kostel se stal evangelicko-luterským. Výraznou přestavbou prošel kostel kolem roku 1620. Podle dendrochronologického průzkumu byly dochované krovy zhotoveny roku 1751. V průběhu napoleonských válek přišel kostel o část vybavení. Masivní věž pochází z roku 1850. Do roku 1878 spadal kostel do církevního okrsku Bischofswerda, od té doby patří k Pirně. V letech 1910–1911 prošel celkovou rekonstrukcí, během které bylo instalováno nové topení, roku 1916 byl elektrifikován. Další rekonstrukce přišly v letech 1988–1990 a naposledy v letech 2007–2008, kdy byla restaurována barevná a vitrážová okna, vnější fasáda a byla položena nová střešní krytina. Při této rekonstrukci byly na půdě pod podlahou nalezeny dřevěné figury pocházející patrně z předreformačních časů. Interiér se dočkal nového nátěru roku 2011.
Kostel je veden jako chráněná kulturní památka s označením 09253871. Bohoslužby se konají zpravidla jednou týdně v neděli podle aktuálního rozpisu.

## Popis

### Exteriér
Jednolodní orientovaný sálový kostel je postavený v raně barokním slohu. Vnější fasády jsou prosté bez ozdob. Na jihozápadě navazuje masivní věž zakončená lucernou s hodinami a zvonicí. Střecha kostela byla původně šindelová a roku 1858 ji nahradily pálené tašky. Hodiny zhotovil roku 1676 Josef Streudel za cenu 95 tolarů. Korouhvička na střeše nese rok 1596.

### Interiér
U vchodu v jižní stěně se nachází historický klíč s textem a dřevěný kříž, který byl nesen v čele průvodu během pohřbů a konfirmací. Na kostelní loď navazuje odsazený presbytář. Velká okna v severní a jižní stěně zakončuje polokruhový oblouk. Sedmidílné okno v jižní stěně představuje Ježíše Krista nesoucího kříž s okolní krajinou, obdobné okno naproti zobrazuje Krista obklopeného modlícími se matkami s dětmi a vedle něj Krista během Poslední Večeře Páně. Mezi okny se zachovaly zbytky středověkých nástěnných maleb, které patrně odkazují na Řád německých rytířů. Vitráž v západní stěně znázorňuje svatého Petra. Na severu a jihu dvouposchoďovou emporu zdobí obrazy na dřevěných štítech a pestrobarevné věnce symbolizující díkůvzdání, jednopodlažní západní strana empory nese anděla a nápis Alles was Odem hat, lobe den Herrn (v překladu Vše, co dýchá, chválí Pána). Starší poničené varhany byly obnoveny roku 1875 a v letech 1910–1911 je kompletně restaurovala budyšínská firma Hermann Eule. Kazetový strop zdobí obličeje čtyř andělů ve svatozáři. Ve stěnách lodi jsou umístěny výklenky po dřívějších vchodech. Z jižní stěny vede průchod do malé sakristie.
Na hranici kostelní lodi a presbytáře je na jižní stěně umístěna dřevěná kazatelna a na protější straně křtitelnice. V přední části presbytáře se nachází hroby farářů a vchod do krypty s ostatky držitelů zdejšího rytířského statku rodu von Pflugk a von Kayserlingk, kteří drželi do roku 1945 nad kostelem patronát. První pohřbená byla šlechtična Dorothea von Pflugk, poslední nebožtík v kryptě spočinul roku 1819. Hlavní oltář byl vyroben roku 1630 u příležitosti stého výročí vydání augsburského vyznání. Umělecky zpracovaná dřevěná část je usazena na kamenném soklu. Na oltáři je vyobrazen Mojžíš, Jan Křtitel, Ukřižování a Zmrtvýchvstání Krista. V prostoru oltáře se nachází vitráže, okno za ním vyobrazuje dekorativní slunce s paprsky a doplňuje tak scénu Zmrtvýchvstání Krista. Na oltářním stole stojí dřevěný krucifix.

### Zvony
Ve zvonici visí tři bronzové zvony znějící v akordu F moll: malý křticí zvonek, střední modlitební zvon a velký umíráček odlitý roku 1722 Michaelem Weinholdem v Drážďanech. Zvon nese německý nápis Hilf Gott das der neue Glockenklang sich Deinen Ruhm viele Jahre lang (v překladu Pomoz Bohu, aby nový zvuk zvonu dosáhl tvé slávy), latinský nápis, který v překladu zní Slovo Boží zůstává navěky, stejně jako znak a jméno patrona kostela Alexandera Sigismunda von Pflugk. Střední zvon nese nápis Weil ich schwach und schadhaft war, meine Schwester auch die kleine, stellt uns hiesige Kirchgemeinde beide neu und größer dar (v překladu Jelikož jsem byl slabý a poškozený, má sestra též malá, představuje nám místní farnost oba nové a větší). Na malém zvonu je psáno Klinge lang und klinge besser wie du wurdest neu und größer (v překladu Zvoň dlouho a zvoň lépe, když ses stal novým a větším). Střední a malý zvon odlil přímo v místě Johann Josef Kittel z Mikulášovic, který rovněž zvětšil prostor zvonice.

## Okolí kostela
Kolem kostela se rozprostírá používaný hřbitov se třemi branami. Před jižní bránou stojí památník obětem obou světových válek a také dům farní obce, jižně od něj se nachází smírčí kříž.

## Galerie

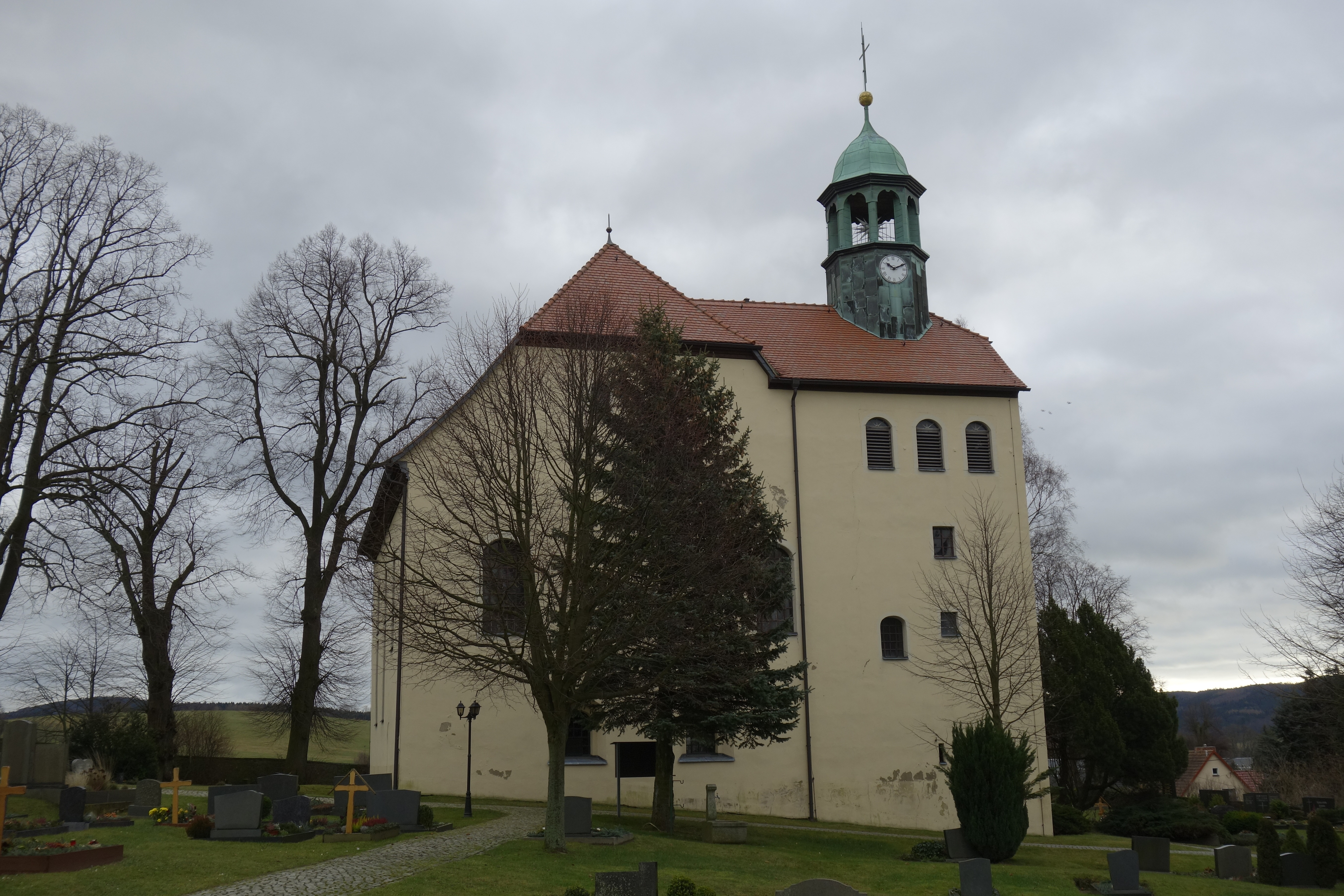
Západní stěna s věží (2018)
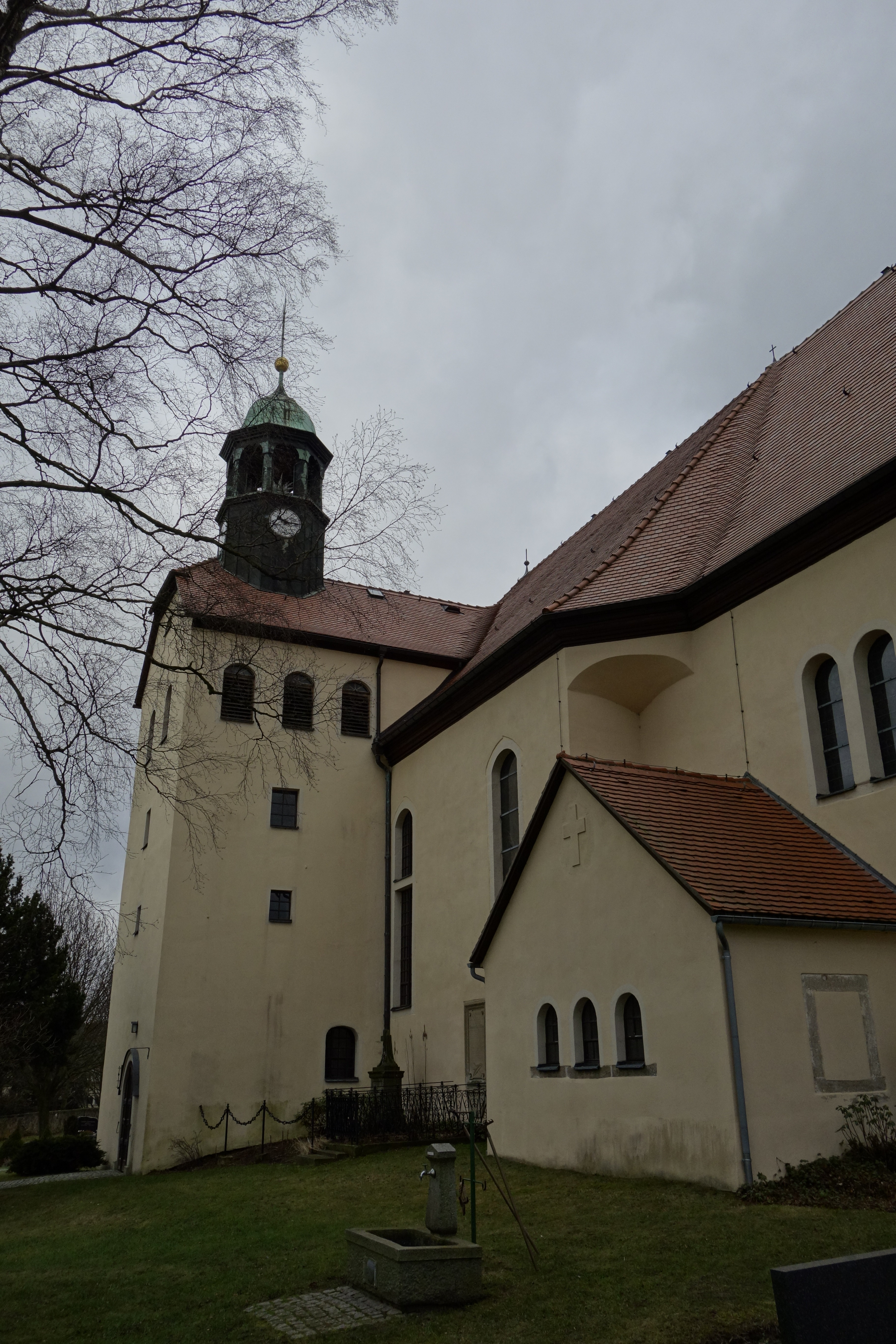
Jižní stěna s věží a sakristií (2018)
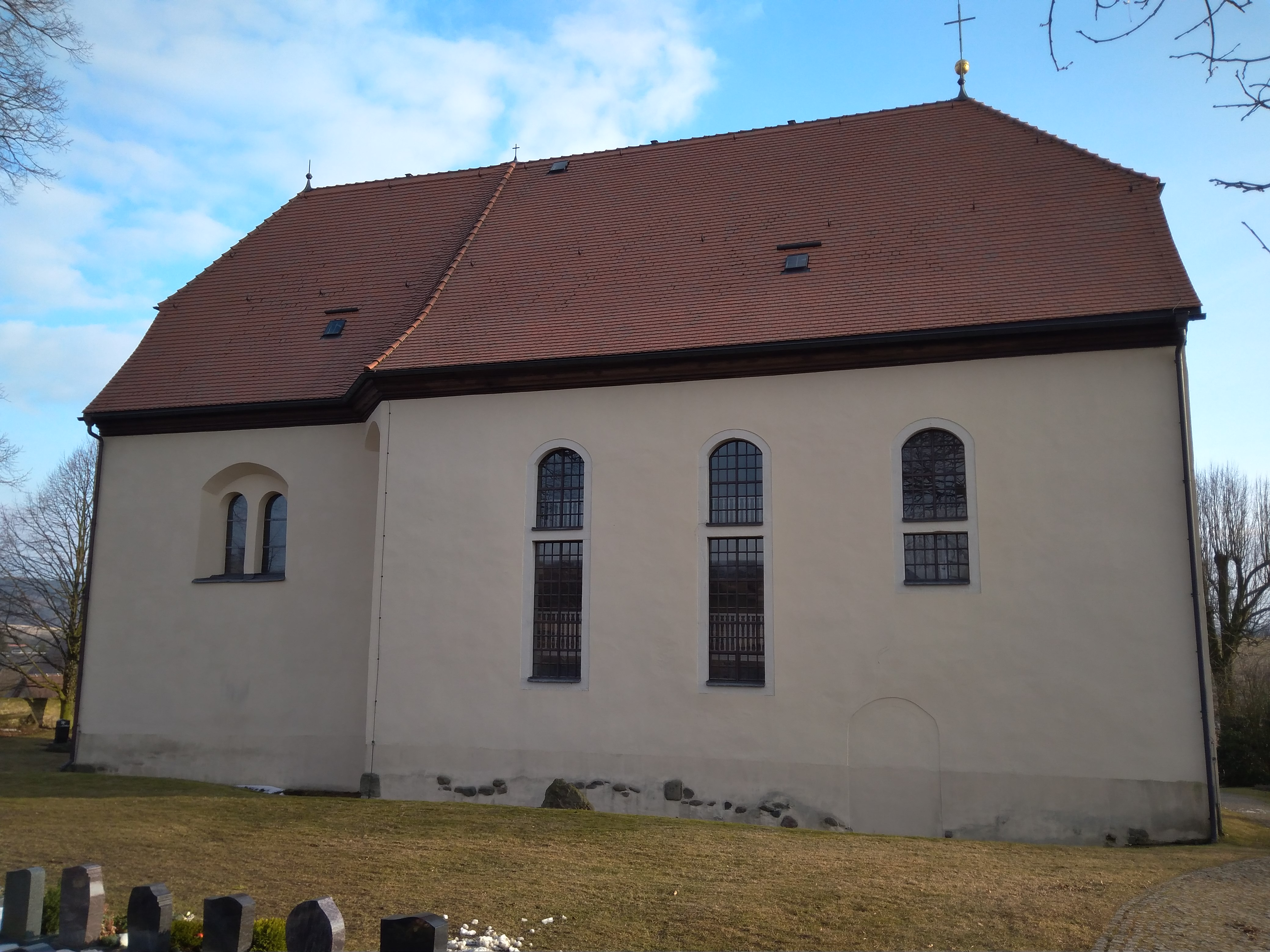
Severní stěna (2018)